# Jadwiga Bobińska
Jadwiga Bobińska ps. „Bogna”, „Hera”, „Kuna”, „Wyga” (ur. 15 października 1902 w Będzinie, zm. 29 maja 1943 w Warszawie) – inżynier chemii, członkini Armii Krajowej.

## Życiorys
Jadwiga Bobińska zamieszkała w Warszawie, a maturę zdała w Piotrkowie Trybunalskim w żeńskim gimnazjum. Była absolwentką Politechniki Warszawskiej, po ukończeniu której otrzymała tytuł inżyniera chemii. W Zakładzie Chemii Fizycznej była asystentką profesora Wojciecha Świętosławskiego oraz pracowała w Instytucie Przeciwgazowym przy ul. Ludnej. Od 1940 w konspiracji, gdzie w pierwszym okresie organizowania łączności więziennej KG Związku Walki Zbrojnej, była kierowniczką jednej z dwóch komórek siatki zewnętrznej. Przy ul. Mokotowskiej 39 (w jej mieszkaniu) była „skrzynka” poczty konspiracyjnej, do której dostarczano grypsy od uwięzionych oraz informacje (Jadwiga Bobińska sama je roznosiła) dla nich od rodzin i organizacji. W latach 1942–1943 pracowała u Zbigniewa Sujkowskiego w Biurze Studiów Związku Odwetu i Kedywie KG Armii Krajowej przy produkcji materiałów wybuchowych, zapalających oraz środków toksycznych przeznaczonych dla dywersji i sabotażu gospodarczego. Została aresztowana 13 kwietnia 1943 z materiałem obciążającym, ale pomimo torturowania w śledztwie i ścisłej izolacji na Pawiaku nic nie ujawniła oraz nie skorzystała z dostarczonej trucizny. Wraz z grupą ponad 30 kobiet więźniarek Pawiaka została rozstrzelana w zbiorowej egzekucji w ruinach getta.
Jadwiga Bobińska została pośmiertnie odznaczona Krzyżem Srebrnym Orderu Virtuti Militari.
Została uhonorowana w zbiorowym upamiętnieniu chemików polskich na grobowcu prof. dr. Wandy Polaczkowej i Heleny Czarnodolowej (wdów po chemikach) na Cmentarzu Powązkowskim w Warszawie; pod głównym napisem Tu umarli żyją umieszczono dedykację o treści: Oto mogiła chemików, których prochy w latach 1939–1945 rozsiane zostały przez wroga nie znalazły miejsca w polskiej ciszy cmentarnej.